# Фаукария кошачья
Фаукария кошачья (лат. Faucaria felina) — вид суккулентных растений рода Фаукария (Faucaria), семейства Аизовые (Aizoaceae), произрастающий на территории Капской провинции ЮАР.

## Название
Родовое латинское (научное) название Faucaria происходит от лат. faux, что означает «пасть», и греч. αρι, что переводится как «много». Таким образом, название Faucaria можно интерпретировать как «группа пастей».
Видовой латинский эпитет felina переводится как — «кошачья».

## Описание

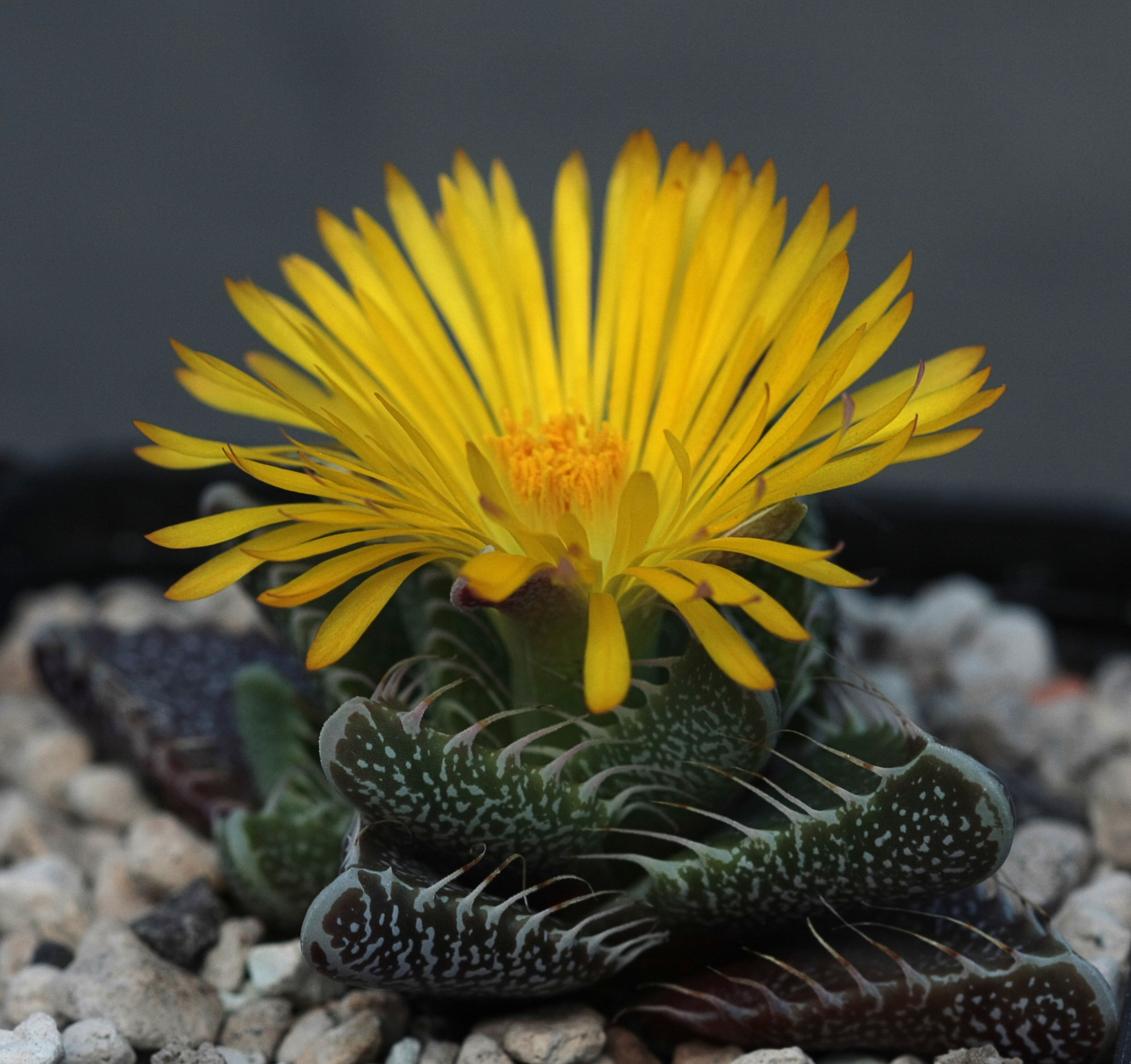
Цветок

Суккулент может достигать высоты 10-15 см. Листовая пластинка имеет примерно 5 см в длину и 1,5 см в ширину. Листочки располагаются супротивно, крестообразно, и имеют насыщенно-зеленый цвет. Поверхность листочков покрыта беловатыми размытыми точками, а на краях есть отогнутые зубцы в количестве 3-5 штук, которые переходят в щетинку.
Цветки золотисто-желтые и достигают в диаметре 5 см.

## Таксономия
Faucaria felina (L.) Schwantes, первое упоминание в Z. Sukkulentenk. 2: 177 (1926).

### Синонимы
Гомотипные (основанные на одном и том же номенклатурном типе):
- Mesembryanthemum ringens var. felina L. (1753)

Гетеротипные (основанные на разных номенклатурных типах):
- Faucaria acutipetala L.Bolus (1934)
- Faucaria candida L.Bolus (1937)
- Faucaria cradockensis L.Bolus (1934)
- Faucaria crassisepala L.Bolus (1934)
- Faucaria duncanii L.Bolus (1933)
- Faucaria felina var. jamesii L.Bolus (1933)
- Faucaria felina f. splendens H.Jacobsen & G.D.Rowley (1955)
- Faucaria jamesii (L.Bolus) Tischer (1934)
- Faucaria kingiae L.Bolus (1937)
- Faucaria latipetala L.Bolus (1934)
- Faucaria laxipetala L.Bolus (1934)
- Faucaria longidens L.Bolus (1934)
- Faucaria longifolia L.Bolus (1934)
- Faucaria lupina (Haw.) Schwantes (1926)
- Faucaria militaris Tischer (1932)
- Faucaria montana L.Bolus (1934)
- Faucaria multidens L.Bolus (1934)
- Faucaria plana L.Bolus (1937)
- Faucaria ryneveldiae L.Bolus (1934)
- Faucaria uniondalensis L.Bolus (1937)
- Mesembryanthemum felinum Hill ex Weston (1768)
- Mesembryanthemum lupinum Haw. (1824)